# GSC6547-1975
GSC6547-1975 — хімічно пекулярна зоря спектрального класу Si, що має видиму зоряну величину в смузі V приблизно 10,4.